# Корсунский, Моисей Израилевич
Моисей Израилевич Корсунский (19.04.1903 — 06.10.1976) — советский физик, академик АН Казахской ССР (1962).

## Биография
Родился в Ростове-на-Дону.
Окончил Ленинградский политехнический институт (1926), аспирантуру Ленинградского физико-технического института (1926—1928) и курсы по теоретической физике в Берлине (1928—1929).
- 1929—1934 заведующий лабораторией Сибирского физико-технического института в Томске,
- 1934—1938 начальник лаборатории НИИ электрофизики в Ленинграде, профессор кафедры экспериментальной физики Ленинградского индустриального института,
- 1938—1952 заведующий лабораторией Харьковского физико-технического института,
- 1952—1962 заведующий кафедрой, профессор Харьковского политехнического института,
- 1962—1976 заведующий отделом Института ядерной физики АН КазССР.

Доктор физико-математических наук (1941), профессор (1944), академик АН КазССР (1962).
Умер 6 октября 1976 года в Алма-Ате, похоронен на Центральном кладбище города.
Награжден медалями, Грамотами Верховного Совета КазССР (на похоронах, по рассказу очевидца, была выставлена его фотография, на которой на пиджаке медаль Героя Социалистического Труда и пять орденов Ленина).
Книги:
- Физика рентгеновских лучей. — М., 1935.
- Нейтрон. — М., 1935.
- Атомное ядро. — М., 1949.
- Изомерия атомных ядер. — М., 1954.
- Оптика, строение атома, атомное ядро. — М., 1962.
- Аномальная фотопроводимость и спектральная память в полупроводниковых системах. — М., 1978.